# Amauridia aristina
Amauridia aristina là một loài bướm đêm trong họ Noctuidae.